# Савинский, Сергей Никитович
Сергей Никитович Савинский (14 августа 1924 — 9 января 2021) — конфессиональный историк евангельских христиан-баптистов, основной автор книги «История ЕХБ в СССР», диакон церкви ЕХБ.

## Юность
С. Н. Савинский родился в 1924 году на хуторе Савинском — названном в честь основателя — деда С. Н. Савинского. Хутор располагался вблизи станции Татищево в 30 км от Саратова. За год до этого его отец оставил православие и стал баптистом. Тогда же он познакомился с будущей матерью мальчика, которая была певчей в Саратовской общине баптистов (её родители перешли в баптизм из молоканства). Поженившись, они поселились на хуторе Савинский. Родители занимались крестьянским трудом и благовестием. К 1929 году в районе образовалась поместная община баптистов из 36 человек.
Вскоре после рождения Сергея его отца осудили за отказ от воинской службы по причине христианского пацифизма и приговорили к полутора годам исправительных лагерей, однако благодаря образованию он был отправлен на работу механизатором в один из совхозов Саратовской области.
В 1931 году всю семью Савинских раскулачили и сослали в Казахстан, в Джамбульскую область, в село Бурно-Октябрьское. Уже в школьные годы ребенку пришлось пережить немало притеснений из-за своей веры.
В 1942 году, по достижении 18-летнего возраста, С. Н. Савинский был призван в армию. По окончании полковой школы младших командиров он попал в расположение Степного фронта, который готовился к битве на Курской дуге. В первом же бою, не сделав ни единого выстрела, он получил ранение в плечо и после лечения в госпитале был направлен в нестроевую часть.
Тогда же в госпитале (в Острогожске, Воронежской области) С. Н. Савинский познакомился со своей будущей женой Людмилой. Людмила выросла в семье евангельских христиан, её отец был арестован в начале 1930-х в ходе сталинских репрессий и больше семья его не увидела.
В 1944 году С. Н. Савинского демобилизовали и направили слесарем на восстановление Ворошиловградского паровозостроительного завода. В 1946 году в Острогожске он заключил брак с Людмилой, после чего они уехали в Казахстан, к родителям С. Н. Савинского. К этому времени вокруг них уже возникла община ЕХБ в несколько десятков верующих.

## Гражданская работа
В 1950 году, закончив прерванное войной среднее образование, С. Н. Савинский поступил во Всесоюзный заочный политехнический институт на геолога. По его собственному признанию, заочная форма обучения была единственной возможностью для верующего-баптиста, к тому же не состоявшего в комсомоле, получить диплом о высшем образовании.
По окончании ВЗПИ работал по специальности в Ташкенте. В 1964 году, во время хрущёвской антирелигиозной кампании, его уволили просто за то, что он был верующим (более того, «сектантом»!), что вынудило его переехать на Северный Кавказ, в Ессентуки, где он продолжил работу по специальности.
В 1979 году вышел на пенсию.

## Христианское служение

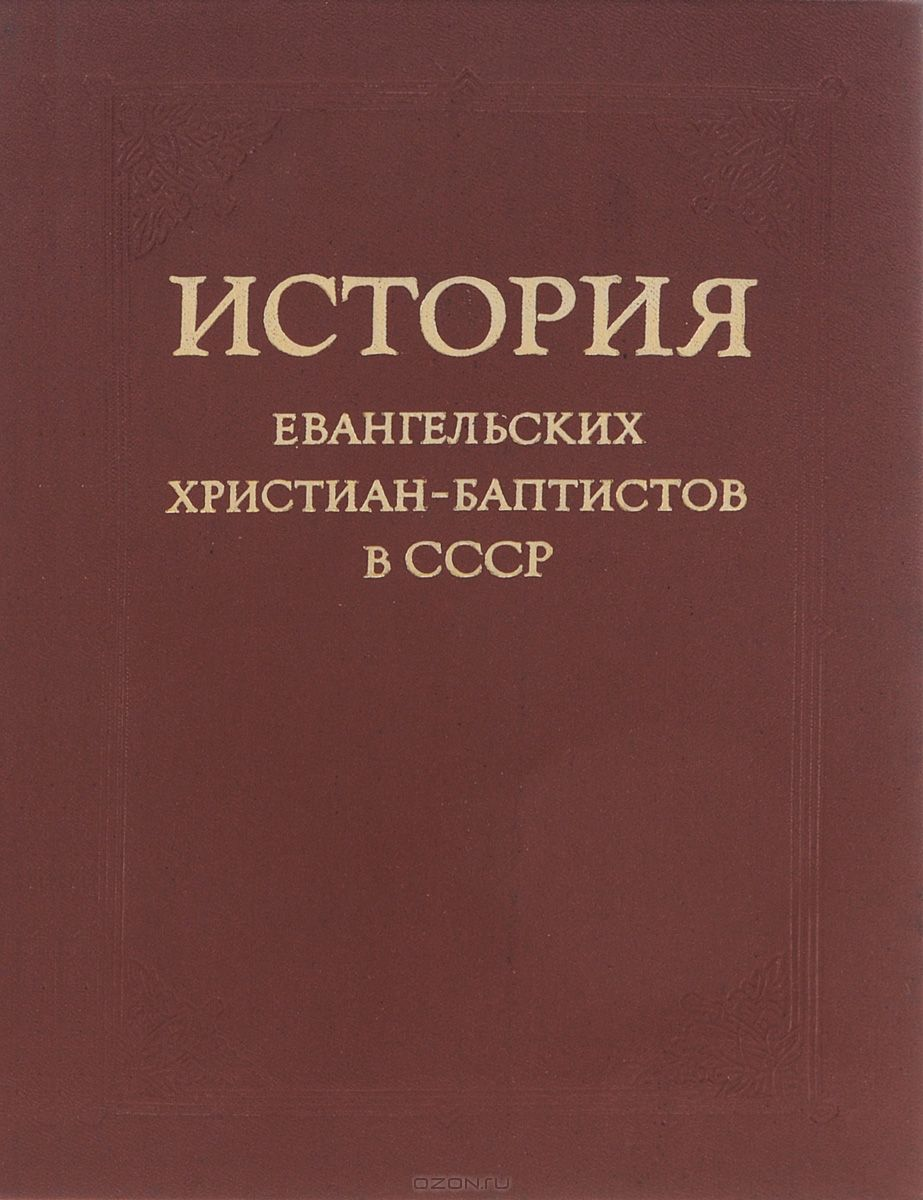
История ЕХБ в СССР, издательство ВСЕХБ, Москва, 1989

В 1983—1993 годах вместе с женой несли миссионерское служение в селе Подгорном Ставропольского края. Здесь в 1985 году С. Н. Савинский был рукоположен в диаконы.
В декабре 1979 года очередной съезд ВСЕХБ братства принял решение о начале работы по изданию книги по своей истории. Для этого была создана Историческая комиссия, куда в качестве одного из исполнителей по предложению генерального секретаря ВСЕХБ А. М. Бычкова был приглашен С. Н. Савинский. Президиум ВСЕХБ уделял проекту много внимания. Историческую комиссию ежеквартально заслушивали на заседаниях президиума ВСЕХБ. Для этого исполнители на неделю съезжались в Москву, где не только докладывали о проделанной работе, но и общались между собой. В работе использовались материалы, ранее собранные другими представителями ЕХБ. Позднее С. Н. Савинский вспоминал:
«Нужно было ходить в центральные библиотеки, в архивы проникать, находить частные архивы… И где-то к 1983 году история в черновике была написана, но только русско-украинского братства. По другим братствам другие братья занимались. По Киргизии занимался Н. Сизов, по Молдавии писал Седлецкий, по немецкому меннонитскому братству писал Дик Иван Петрович и т. д. И только к 1989 году вышла книга „История евангельских христиан-баптистов СССР“. Это большая красная книга. Половину её по объёму составляет моя часть».
Позднее им был написан двухтомник «История евангельских христиан-баптистов Украины, России, Белоруссии (1867—1917; 1917—1967)», — более полный, особенно в части репрессий, чем первая книга, а также ряд других работ.
С. Н. Савинский также преподавал историю ЕХБ в различных баптистских семинариях на территории бывшего Советского Союза.

## Переезд в США
В середине 1990-х переехал в США. С 1996 года жил в Солт-Лейк-Сити (штат Юта), затем в Спокане (штат Вашингтон).
Был постоянным автором русскоязычного христианского журнала «Голос Истины», издававшегося в США. В том числе опубликовал в евангельской периодике несколько статей автобиографического характера. В 2015 г. они были изданы в сборнике «Россыпь памяти».